# أناس من ورق
تعد رواية أناسٌ من ورق الأولى لسلفادور بلاسنسيا ونشرت لأول مرة كجزء من سلسلة كتب مكسويني المستطيلة، يرجع ظهور الرواية إلى مجموعة متنوعة من الخيال التجريبي ذات الواقعية السحرية لكتاب أمريكا اللاتينية إلى كتابات ويليام س. بوروز التي كانت ما بعد الحداثة الأمريكية بين حقبتي 1960 و 1970، لا سيما في دورها لما ما وراء الخيال، يتميز الكتاب بتصميمه الفريد؛ حيث يضم عددًا من الاعمدة النصية التي تعمل في اتجاهات مختلفة عبر الصفحة وأقسامه معتمة واسماً تم قطعه من الرواية.
نُشرت الرواية في غلاف ورقي بواسطة كتب مارينر في عام 2006.

## نظرة عامة
تتمحور الأحداث التصويرية في الرواية بوصفها بشكل مختلف حرباً ضد كوكب زحل وضد الحزن وضد السرد ذو المعرفة الكُلية، زعيم هذه الحرب هو فيديريكو دي لا في  وهو رجل مكسيكي تخلت عنه زوجته ميرسيد بسبب التبول المزمن في الفراش، ثم نتيجة ندمه الشديد أدت بالوقوع في الاكتئاب ومحاولة العلاج أدت إلى "جمع الحرق" أو حرق أجزاء من جسده. بعد مغادرته من المكسيك إلى الولايات المتحدة استقر فيديريكو دي لا في وابنته الصغرى ليتل ميرسيد في بلدة صغيرة تشتهر بزراعة الزهور ألا وهي إل مونتي. يستعين فيديريكو دي لا في هذه البلدة بطلب المساعدة من عصابة محلية تقوم بالعمل على جمع الزهور ويطلقون على أنفسهم إل مونتي فلوريس من أجل مكافحة تأثير زحل المتصف بالحزن.

## الحبكة

### مقدمة
تحكي المقدمة قصة نشأة الشخصية التي عرفت فيما بعد باسم ميرسيد دي بابيل وهي امرأة صنعت من الورق بواسطة الجراح أنطونيو وهو راهب سابق اشتهر بقدراته كجراح أوريغامي، مما يعني أنه أجرى عمليات زرع أعضاء ناجحة باستخدام أعضاء مصنوعة من الورق المطوي ولكن مع تفوق التكنولوجيا الطبية على مهاراته بدأ في تنشئة حيوانات الأوريغامي وفي النهاية ظهرت امرأة الأوريغامي ميرسيد ولديها "أرجل من الورق المقوى وملحق السيلوفان وثدي ورقي".

### الفصل الأول: إل مونتي فلوريس
القصة الرئيسية للفصول السبعة الأولى هي أصل "الحرب على زحل" لفيدريكو دي لا في ومجموعته إل مونتي فلوريس (المعروف أيضا باسم إ م ف)، بعد أن فقد زوجته بسبب التبول اللاإرادي يأخذ فيديريكو دي لا في ابنته الصغيرة ليتل ميرسيد من بلدتهم المكسيكية التي تقع بالقرب من نهر لاس تورتوجاس وينتقل من المكسيك إلى إل مونتي في كاليفورنيا حيث يعمل مع  إ م ف بمساعدة عصابة في اختيار قطف القرنفل لأجل لقمة العيش، أثناء انتقاله من المكسيك إلى الولايات المتحدة الأمريكية بدأ فيديريكو دي لا في يشعر بمراقبة زحل له ويكتشف أن الرصاص فقط هو الذي يمكن أن يحميه من الرؤية المنتشرة في كل مكان من الكوكب، استعان بطلب المساعدة  من "إ م ف" لشن هذه الحرب وما يفعلونه أولًا هو عن طريق إشعال الحرائق في جميع أنحاء المدينة حتى لا يتمكن زحل من الرؤية وثانيًا من خلال وضع جدران وأسقف من الرصاص في جميع منازلهم، في نهاية القسم "كان زحل ينفصل عن مداره ويتحرك ببطء في عمق النظام الشمسي بعيدًا عن أسطح إل مونتي ليصبح في النهاية كوكباً مبتعداً عن الشمس...."
يتم سرد القِسم في الغالب من وجهات النظر لكوكب زحل فيديريكو دي لا فيو وليتل ميرسيد ولكن تساهم شخصيات أخرى في المجالات الكهرومغناطيسية، مثل: إل فيتيرانو بالضفادع واليد اليمنى لفيدريكو دي لا في؛ ألا وهي ساندرا التي تلعب دور نائب القائد والمرأة التي كانت عشيقة فروجي حتى قتل فروجي والدها المسيء وجولييتا وهي امرأة قد دمرت بلدها في المكسيك بذاتها وأصبحت عشيقة فروجي بعد ساندرا، تشمل الشخصيات غير الكهرومغناطيسية التي ظهرت بذاتها في أقسام الرواية وهي: ريتا هايورث (المعروفة باسم "مارغريتا")؛ ميرسيد دي بابيل التي تلقت اسمها من ليتل ميرسيد; إجناسيو الميكانيكي الذي يوفر الدروع الرئيسية وأبولونيو وكورانديرو الذي استعان بالضفادع في التغلب على حزنه لفقدان ساندرا، سانتوس وهو القديس الذي كان يختبئ من الكنيسة للعيش كقديس شعبي والطفل نوسترادامو الرضيع الذي تروي والدته الثروات.

### الفصل الثاني: سماءٌ تتلبدُ بالغيوم وصباحٌ وحيد
في بداية هذا القسم تم الكشف عن أن شخصية الراوي- زحل - هو اسم مستعار للمؤلف سلفادور بلاسنسيا وأنه تخلى عن الرواية بعدما تركته صديقته ليز لرجل آخر بسبب حربه المهووسة مع فيديريكو دي لا في و ا م ف (يشابه فراق ميرسيد لفيديريكو)، ينظر جزء كبيرمن هذا القسم إلى الحياة الشخصية لزحل/بلاسنسيا بما في ذلك محاولات تواصله مع ليز وعلاقته اللاحقة بالكاميرون وهي امرأة تعطي نفسها لسعات نحل (تمامًا مثل فيديريكو دي لا في الذي اعتاد ان يحرق نفسه)، يناقش الفصل أيضًا الجد الأكبر لزحل/بلاسنسيا وهو دون فيكتوريانو الذي يوصف أيضًا بأنه سلف لشعب لاس تورتوغاس وأنطونيو الجراح الأوريغامي ومن الشخصيات الأخرى والد الكاميرون المفقود منذ فترة طويلة جوناثان ميد الذي يستعد للاتصال بها بكل غضب ولأول مرة منذ سنوات؛ يديرون أصحاب الفنادق ناتاليا وكوينونيس هيرنانديز فندقًا لشهر العسل فيقوم زحل/بلاسنسيا والكاميرون بتسجيل الوصول إليه عن طريق الاحتيال، رالف وإليسا لاندين اللذان يدعمان ماليًا كتابة الرواية على الرغم من أن زحل/بلاسنسيا يوفر الكثير من الأموال لتغطية النفقات غير المؤلفة.
ينتهي القسم بفصلين يتعلقان بالكاميرون وليز: أولًا تم الكشف عن أن الكاميرون قد غادرت زحل/بلاسنسيا منذ ذلك الحين بسبب أكاذيبه العديدة، مثل تزوير سيرة ريتا هايورث، ثانيًا كتبت ليز فصلا يشير إلى أن الرواية هي خطاب عام وبالتالي نظرة غير عادلة لزحل/بلاسنسيا في إخراج غضبه عليها، استخدام السيرة الذاتية الزائفة لريتا هايورث كاستعارة لعلاقتهما الفاشلة، كما تشير إلى أنه جلب بشكل غير عادل العديد من الأشخاص الآخرين من حياته إلى القصة، بما في ذلك جده الأكبر دون فيكتوريانو والكاميرون وكانت تتوسل معه قائلة، "إذا كنت لا تزال تحبني اتركني خارج هذه القصة، ابدأ هذا الكتاب من جديد بدوني." بعد ذلك تظهر صفحة العنوان وصفحة التفاني الأولى مرة أخرى ولكن ليست لهذه الصفحة اي علاقه بليز وهذا الغياب يشير إلى أن الكتاب سيبدأ بحلته الجديدة دون الرجوع إلى ليز ثم يبدأ القسم الثالث.

### الفصل الثالث: وكأن السماء انطبقت على الأرض
يبدأ الكتاب الثالث بصمت زحل لفترة وجيزة لكنه عاد في النهاية إلى مراقبة إل مونتي وفي الوقت نفسه أدرك أعضاء إ م ف أن الحماية من الرصاص تجعلهم جميعاً مرضى؛ استطاعوا بمساعدةٍ من أبولونيو كورانديرو استعادة صحتهم وهدموا جميع الرصاص، يتعلم ميرسيد الصغير من الطفل نوستراداموس سر كيفية منع أفكارها من زحل وفي النهاية كيفية توسيع تلك الكتلة إلى أن تشمل أي شخص آخر، في نهاية المطاف قُتلت بسبب تسمم الحمضيات وظلت ميتة لمدة خمسة أيام حتى يجد أبولونيو طريقة ما لإحيائها؛ فبعد  ان أعيد إحياؤها عليها أن تتعلم كيفية حماية الأفكار، يدرك فيديريكو دي لا في والضفادع أن أفضل طريقة لمحاربة زحل ليست حماية أفكارهم ولكن التفكير والتحدث بكل صراحة، بالتالي انزاح زحل إلى الهوامش وازدحم بكلماتهم الخاصة؛ في هذا القسم تصبح الصفحات ممتلئة بالشخصيات التي تروي وتتقلص مقاطع زحل إلى مجرد زاوية في ركن من أركان الصفحة، في النهاية تبدأ السماء فوق المدينة في الانهيار وتعتقد القوى الكهرومغناطيسية أنها حققت نجاحاً، أصبح أبولونيو راعيا للطفل اليتيم نوستراداموس وداهمت الكنيسة متجره وطُرد رسميا من الكنيسة. وقتل ميرسيد دي بابيل في حادث سيارة.
في عالم بلاسنسيا تكتشف الكاميرون رعبها في أن الآخرين يعرفونها بالفعل بسبب كتاب بلاسنسيا الذي ماتت فيه ودفنت في المحيط لتكون طعامًا وفريسة  للأسماك، لم يجدها والدها لكنه لا يستطيع ان يفسر لماذا قد تخلى عنها عندما كانت طفلة، يكتشف لاندينز أن بلاسنسيا كانت تسيء استخدام أموالهم ويتصرفون بسحب دعمهم، تواصل بلاسنسيا محاولة الاتصال بليز التي ترد بأن ما فعلته لم يكن سيئا كما فعل بلاسنسيا، يبدأ بلاسنسيا في التخلي عن غضبه ويعيد النظر إلى بلدة إل مونتي، يراقب سكان البلدة ويأتي في النهاية إلى الطفل نوستراداموس الذي من خلاله ترى بلاسنسيا مستقبلا لجميع الشخصيات بما في ذلك ليز تلك التي لا تزال متزوجة من الرجل الذي غادرت بلاسنسيا من أجله وتفكر باعتزاز في زحل/بلاسنسيا، بينما تنجرف بلاسنسيا/زحل مرة أخرى إلى خيال لما كانت ستكون عليه حياتهما، يساعد ليتل ميرسيد فيديريكو دي لا في على مغادرة إل مونتي والسير "خارج الصفحة دون ترك أي آثار أقدام يمكن أن يتبعها زحل".